# Division 1B 2024/25
Die Division 1B 2024/25 war die 108. Spielzeit der zweithöchsten belgischen Spielklasse im Männerfußball. Es war die dritte Spielzeit, an der U23-Mannschaften teilnehmen. Nach dem Abstieg der U-23-Mannschaft von Standard Lüttich waren drei der 16 Liga-Teilnehmer U 23-Mannschaften. Der offizielle Name der Liga lautet Challenger Pro League.

## Spielberechtigung in den U23-Mannschaften
Eine Spielberechtigung in den U23-Mannschaften bestand für Spieler des Jahrgangs 2001 (Torhüter Jahrgang 1999) und jünger. Abweichend durfte jede Mannschaft einen älteren Spieler benennen.
Mindestens die Hälfte der Spieler im Kader mussten vor ihrem 21. Lebensjahr drei Jahre bei dem jeweiligen Verein ausgebildet worden sein, und zwei Drittel der Spieler des jeweiligen Spieltagskaders mussten bei einem belgischen Verein ausgebildet worden sein.
Zugleich waren die Spieler aus der U23-Mannschaft grundsätzlich auch in der ersten Mannschaft in der Division 1A spielberechtigt. Allerdings waren sie nach einem Spiel in der Division 1A, bei dem sie ab Spielbeginn oder bei einer späteren Einwechselung mindestens 45 Minuten lang spielten, für das nächste Spiel der U23-Mannschaft gesperrt. Ab dem 7. Spieltag der Division 1A galt zudem, dass ein Spieler für die U23-Mannschaft nicht spielberechtigt war, solange er bei 2/3 der bis zum jeweiligen Spieltag stattgefundenen Spiele ab Spielbeginn oder bei einer späteren Einwechselung mindestens 45 Minuten lang in der Division 1A gespielt hat.
Ohne Altersbegrenzung durfte ein Spieler der ersten Mannschaft, der sechs aufeinander folgende Spiele in der Division 1A wegen ärztlich bestätigter Verletzung nicht spielen konnte, nach seiner Genesung bei zwei Spielen der U23-Mannschaft eingesetzt werden. Von dieser Regelung konnte immer nur für einen Spieler gleichzeitig Gebrauch gemacht werden.

## Saisonablauf
Die Saison begann am 16. August 2024 und endete am 18. April 2025. Sie wurde dabei von einer Winterpause vom 23. Dezember 2024 bis 9. Januar 2025 unterbrochen. Es folgen die KO-Spiele um die Teilnahme an der Relegation, die am 20. April 2025 begannen und am 9. Mai 2025 abgeschlossen wurden. Die Relegationsspiele selbst fanden am 16. und 23. Mai 2025 statt. Der Spielplan wurde am 11. Juni 2024 bekanntgegeben.

## Teilnehmer und Stadien
| Verein                                                                                              | Stadion                                                                                             | Ort des Stadions                                                                                    | Kapazität                                                                                           |
| die restlichen Vereine der Division 1B 2023/24 in der Reihenfolge der Platzierung in der Hauptrunde | die restlichen Vereine der Division 1B 2023/24 in der Reihenfolge der Platzierung in der Hauptrunde | die restlichen Vereine der Division 1B 2023/24 in der Reihenfolge der Platzierung in der Hauptrunde | die restlichen Vereine der Division 1B 2023/24 in der Reihenfolge der Platzierung in der Hauptrunde |
| --------------------------------------------------------------------------------------------------- | --------------------------------------------------------------------------------------------------- | --------------------------------------------------------------------------------------------------- | --------------------------------------------------------------------------------------------------- |
| KMSK Deinze                                                                                         | Dakota Arena                                                                                        | Deinze                                                                                              | 08.000                                                                                              |
| Lommel SK                                                                                           | Stadelijk Sportstadion                                                                              | Lommel                                                                                              | 12.500                                                                                              |
| SV Zulte Waregem                                                                                    | Elindus Arena                                                                                       | Waregem                                                                                             | 12.250                                                                                              |
| Patro Eisden Maasmechelen                                                                           | Patro-Stadion                                                                                       | Maasmechelen                                                                                        | 06.490                                                                                              |
| RFC Lüttich                                                                                         | Stade Rue de la Tonne                                                                               | Lüttich                                                                                             | 03.468                                                                                              |
| SK Beveren                                                                                          | Freethielstadion                                                                                    | Beveren                                                                                             | 13.290                                                                                              |
| KRC Genk U23                                                                                        | Cegeka Arena                                                                                        | Genk                                                                                                | 23.718                                                                                              |
| Club NXT                                                                                            | Schiervelde Stadion                                                                                 | Roeselare                                                                                           | 08.340                                                                                              |
| Lierse Kempenzonen                                                                                  | Herman-Vanderpoorten-Stadion                                                                        | Lier                                                                                                | 13.539                                                                                              |
| RSC Anderlecht U23                                                                                  | Lotto Park                                                                                          | Anderlecht                                                                                          | 21.500                                                                                              |
| RSC Anderlecht U23                                                                                  | König-Baudouin-Stadion                                                                              | Brüssel                                                                                             | 50.122                                                                                              |
| Francs Borains                                                                                      | Stade Robert Urbain                                                                                 | Boussu                                                                                              | 06.000                                                                                              |
| Nachrücker für den insolventen KV Ostende (sportlich abgestiegen)                                   | | | |
| RFC Seraing                                                                                         | Stade du Pairay                                                                                     | Seraing                                                                                             | 08.207                                                                                              |
| die Absteiger aus der Division 1A 2023/24 in der Reihenfolge der Platzierung in der Play-down-Runde | | | |
| KAS Eupen                                                                                           | Kehrwegstadion                                                                                      | Eupen                                                                                               | 08.363                                                                                              |
| RWD Molenbeek                                                                                       | Edmond-Machtens-Stadion                                                                             | Molenbeek-Saint-Jean                                                                                | 12.266                                                                                              |
| die Aufsteiger aus der 1. Division Amateure 2023/24 in der Reihenfolge der Platzierung              | | | |
| RAAL La Louvière                                                                                    | Stade du Tivoli                                                                                     | La Louvière                                                                                         | 12.500                                                                                              |
| KSC Lokeren-Tamise                                                                                  | Daknamstadion                                                                                       | Lokeren                                                                                             | 12.000                                                                                              |

## Modus

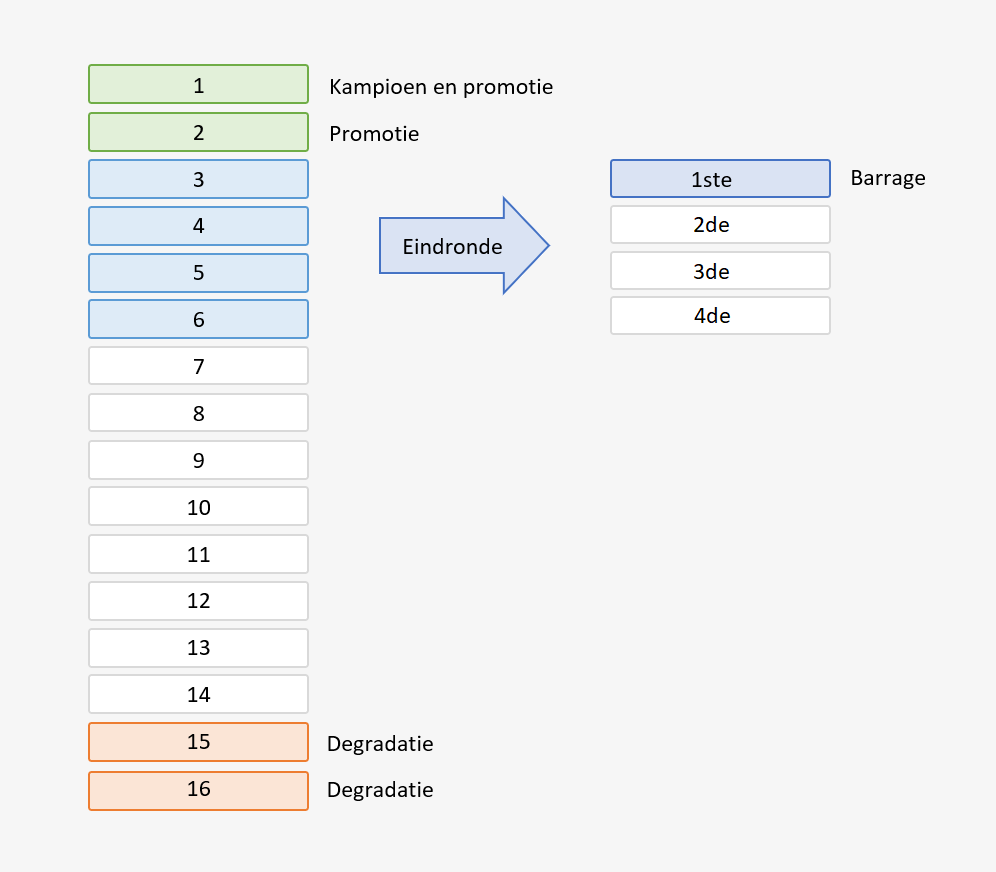
Schema der Play-off der Division 1B ab der Saison 2023/24 (niederländisch)

Zur Saison 2023/24 wurde die Division 1B auf 16 Mannschaften aufgestockt.
Die 16 Vereine spielten zunächst in einer Doppelrunde die reguläre Saison aus. Im Gegensatz zu anderen Ligen, wie beispielsweise der Fußball-Bundesliga, waren die Spielpläne für die Hin- und Rückrunde nicht identisch (mit gedrehtem Heimrecht). Vielmehr wurde für die Rückrunde ein völlig anderer Spielplan erstellt.
Die Abschlusstabelle diente als Grundlage für die sportlichen Entscheidungen. Dabei gab es eine Besonderheit bei der Berechnungsgrundlage der Tabellenplatzierung bei Punktgleichheit. Ähnlich wie in einigen anderen europäischen Ligen zählte in der Hauptrunde zuerst der direkte Vergleich der Siege und erst dann das Torverhältnisses.
Die beiden bestplatzierten Vereine stiegen in die Division 1A auf. Die Mannschaften auf den Plätzen 3 bis 6 ermittelten den Teilnehmer am Relegationsspiel gegen den Zweiten der Abstiegs-Play-down der Division 1A.
Dabei spielte jeweils mit Hin- und Rückspiel die Mannschaft auf Platz 3 der Abschlusstabelle gegen die Mannschaft auf Platz 6 und die Mannschaft auf Platz 4 gegen die auf Platz 5. Die beiden Sieger spielten dann gegeneinander. Beim Rückspiel hatte dabei immer der besser platzierte Verein das Heimrecht.
Sofern U 23-Mannschaften am Saisonende auf Platz 1 bis 6 standen, dürften sie nicht aufsteigen bzw. an den Aufstiegsspielen teilnehmen. Die nächstplatzierten Mannschaften rückten nach.
Die Mannschaften auf Platz 15 und 16 der Abschlusstabelle stiegen in die 1. Division Amateure ab. Dies hätte auch eine U 23-Mannschaft gewesen sein können.
Falls eine Mannschaft in die Division 1B abstiegen wäre, deren U23-Mannschaft dort spielte, stieg diese U23-Mannschaft in die 1. Division Amateure ab. Entsprechend kann die Zahl der U23-Mannschaften sich zur Saison 2025/26 ändern.

## Tabelle
| Pl.                                   | Verein                    | Sp. | S  | U  | N  | Tore    | Diff. | Punkte | Anm.    |
| ------------------------------------- | ------------------------- | --- | -- | -- | -- | ------- | ----- | ------ | ------- |
| 1.                                    | SV Zulte Waregem          | 28  | 18 | 5  | 5  | 055:300 | +25   | 59     | ▲       |
| 2.                                    | RAAL La Louvière (N)      | 28  | 17 | 8  | 3  | 050:240 | +26   | 59     | ▲       |
| 3.                                    | RWD Molenbeek (A)         | 28  | 17 | 6  | 5  | 042:210 | +21   | 57     | Qua Rel |
| 4.                                    | SK Beveren                | 28  | 14 | 9  | 5  | 041:270 | +14   | 51     | Qua Rel |
| 5.                                    | Patro Eisden Maasmechelen | 28  | 13 | 10 | 5  | 051:280 | +23   | 49     | Qua Rel |
| 6.                                    | Club NXT                  | 28  | 14 | 5  | 9  | 046:350 | +11   | 47     |         |
| 7.                                    | KSC Lokeren-Tamise (N)    | 28  | 12 | 5  | 11 | 032:350 | −3    | 41     | Qua Rel |
| 8.                                    | Lierse Kempenzonen        | 28  | 11 | 7  | 10 | 040:350 | +5    | 40     |         |
| 9.                                    | RFC Lüttich               | 28  | 9  | 7  | 12 | 038:440 | −6    | 34     |         |
| 10.                                   | KAS Eupen (A)             | 28  | 8  | 6  | 14 | 038:470 | −9    | 30     |         |
| 11.                                   | Lommel SK                 | 28  | 8  | 5  | 15 | 032:460 | −14   | 29     |         |
| 12.                                   | Francs Borains            | 28  | 8  | 4  | 16 | 029:500 | −21   | 28     |         |
| 13.                                   | RSC Anderlecht (U23)      | 28  | 5  | 8  | 15 | 041:540 | −13   | 23     |         |
| 14.                                   | RFC Seraing               | 28  | 3  | 10 | 15 | 028:550 | −27   | 19     |         |
| 15.                                   | KRC Genk (U23)            | 28  | 3  | 5  | 20 | 030:620 | −32   | 14     | ▼       |
| 16.                                   | KMSK Deinze               | 0   | 0  | 0  | 0  | 000:000 | ±0    | 0      | ▼       |
| Stand: 18. April 2025 Saisonabschluss |                           |     |    |    |    |         |       |        |         |

Platzierungskriterien: 1. Punkte – 2. Siege – 3. Tordifferenz – 4. geschossene Tore

| aus der Saison 2023/24 |                                                 |
| ---------------------- | ----------------------------------------------- |
| (A)                    | Absteiger aus der Division 1A 2023/24           |
| (N)                    | Aufsteiger aus der 1. Division Amateure 2023/24 |

## Kreuztabelle
| Stand: 18. April 2025 Schlussstand | KMSK Deinze | LOM   | SV Zulte Waregem | Patro Eisden Maasmechelen | RFC Lüttich | SK Beveren | U23   | NXT   | LIE   | AND U23 | SER | Francs Borains | RWD Molenbeek | KAS Eupen | LOU   | LOK |
| ---------------------------------- | ----------- | ----- | ---------------- | ------------------------- | ----------- | ---------- | ----- | ----- | ----- | ------- | --- | -------------- | ------------- | --------- | ----- | --- |
| KMSK Deinze                        |             | (-:-) | (2:2)            | -:-                       | -:-         | (3:1)      | (1:0) | (2:0) | (-:-) | -:-     | -:- | (0:3)          | (0:1)         | (-:-)     | (1:2) | -:- |
| Lommel SK                          | (1:1)       |       | 1:2              | 0:1                       | 0:2         | 1:2        | 2:0   | 0:2   | 1:1   | 2:1     | 2:2 | 1:2            | 0:2           | 1:1       | 1:2   | 1:1 |
| SV Zulte Waregem                   | (-:-)       | 0:1   |                  | 3:2                       | 3:1         | 4:0        | 3:1   | 2:1   | 0:1   | 3:1     | 5:1 | 2:2            | 2:1           | 3:2       | 2:1   | 1:0 |
| Patro Eisden Maasmechelen          | (3:1)       | 4:0   | 0:1              |                           | 2:0         | 1:2        | 1:0   | 2:2   | 3:3   | 3:1     | 2:3 | 4:1            | 1:1           | 1:0       | 1:1   | 4:1 |
| RFC Lüttich                        | (3:0)       | 1:1   | 1:1              | 2:2                       |             | 0:0        | 3:1   | 1:1   | 2:1   | 3:3     | 2:1 | 0:1            | 2:1           | 0:3       | 1:1   | 0:1 |
| SK Beveren                         | (-:-)       | 2:1   | 3:2              | 0:0                       | 3:1         |            | 3:2   | 2:2   | 1:0   | 1:1     | 0:0 | 4:0            | 0:2           | 3:0       | 0:0   | 0:1 |
| KRC Genk U23                       | (-:-)       | 0:4   | 2:3              | 1:3                       | 4:1         | 3:3        |       | 1:2   | 1:3   | 1:0     | 2:2 | 1:2            | 0:3           | 0:0       | 0:1   | 1:2 |
| Club NXT                           | (-:-)       | 1:3   | 0:3              | 0:1                       | 2:1         | 2:0        | 3:0   |       | 3:1   | 3:0     | 1:1 | 2:0            | 0:1           | 0:4       | 2:1   | 4:0 |
| Lierse Kempenzonen                 | (0:1)       | 1:0   | 0:0              | 1:0                       | 2:1         | 0:1        | 2:2   | 1:3   |       | 3:1     | 3:2 | 4:0            | 0:0           | 3:0       | 1:2   | 2:2 |
| RSC Anderlecht U23                 | (1:4)       | 5:0   | 2:3              | 1:1                       | 2:4         | 0:4        | 4:1   | 2:3   | 2:0   |         | 1:1 | 0:1            | 2:1           | 2:2       | 1:2   | 0:2 |
| RFC Seraing                        | (-:-)       | 1:2   | 0:0              | 0:0                       | 0:3         | 0:2        | 0:2   | 2:3   | 0:2   | 2:2     |     | 1:1            | 4:4           | 1:2       | 0:1   | 0:4 |
| Francs Borains                     | (-:-)       | 1:3   | 1:3              | 1:3                       | 1:2         | 0:0        | 2:2   | 1:2   | 1:0   | 3:2     | 0:1 |                | 1:2           | 3:2       | 0:1   | 1:2 |
| RWD Molenbeek                      | (3:2)       | 0:1   | 2:1              | 1:1                       | 2:1         | 0:2        | 1:0   | 1:0   | 3:0   | 1:0     | 3:0 | 1:0            |               | 2:1       | 1:1   | 1:0 |
| KAS Eupen                          | (5:0)       | 3:2   | 1:3              | 0:4                       | 0:1         | 2:2        | 3:1   | 1:0   | 1:3   | 2:2     | 2:1 | 3:1            | 0:1           |           | 3:4   | 0:1 |
| RAAL La Louvière                   | (-:-)       | 5:1   | 0:0              | 0:2                       | 3:1         | 2:0        | 2:1   | 1:1   | 2:1   | 2:2     | 4:1 | 2:1            | 0:0           | 2:0       |       | 2:0 |
| KSC Lokeren-Temse                  | (0:0)       | 1:0   | 2:0              | 2:2                       | 2:1         | 0:1        | 4:0   | 2:1   | 1:1   | 0:1     | 0:1 | 0:1            | 1:4           | 0:0       | 0:5   |     |

## KO-Spiele um die Teilnahme an der Relegation
Zur Ermittlung des Teilnehmers aus der Division 1B an den Relegationsspielen gegen den Zweiten der Play-down fanden KO-Spiele zwischen dem Dritten und Siebten und zwischen dem Vierten und Fünften sowie in einer zweiten Runde zwischen den beiden Siegern jeweils mit Hin- und Rückspiel statt. Dabei hatte er jeweils höherplatzierte Verein im Rückspiel Heimrecht. Der Club NXT war als U 23-Mannschaft des FC Brügge nicht aufstiegsberechtigt in die Division 1A und nahm daher an den KO-Spielen nicht teil. An seiner Stelle nahm der Siebte KSC Lokeren-Temse teil. Diesem Verein wurde zwar keine Lizenz für die Division 1A erteilt. Dagegen legte der Verein Berufung ein und war daher bis zum Abschluss dieses Verfahrens in den KO-Spielen teilnahmeberechtigt.
| Datum                |                           | Gesamt |               | Hinspiel | Rückspiel |
| -------------------- | ------------------------- | ------ | ------------- | -------- | --------- |
| 24. / 27. April 2025 | KSC Lokeren-Temse         | 4:3    | RWD Molenbeek | 2:0      | 2:3       |
| 24. / 27. April 2025 | Patro Eisden Maasmechelen | 5:3    | SK Beveren    | 3:2      | 2:1       |

| Datum             |                   | Gesamt |                           | Hinspiel | Rückspiel |
| ----------------- | ----------------- | ------ | ------------------------- | -------- | --------- |
| 3. / 11. Mai 2025 | KSC Lokeren-Temse | 2:3    | Patro Eisden Maasmechelen | 1:2      | 1:1       |

## Relegation
Zwischen dem Zweitplatzierten der Play-downs der Division 1A (Cercle Brügge) und dem Sieger der K.-o.-Spiele um den Relegationsteilnehmer der Division 1B (Patro Eisden Maasmechelen) fanden zwei Relegationsspiele um den letzten freien Platz in der Division 1A 2025/26 statt, wobei die Mannschaft aus der Division 1A im zweiten Spiel Heimrecht hatte.
| Datum              |                           | Gesamt |               | Hinspiel | Rückspiel |
| ------------------ | ------------------------- | ------ | ------------- | -------- | --------- |
| 18. / 23. Mai 2025 | Patro Eisden Maasmechelen | 2:8    | Cercle Brügge | 1:5      | 1:3       |

## Konkurs von KMSK Deinze
Mit Beschluss vom 11. Dezember 2024 wurde KMSK Deinze durch das Handelsgericht Gent für bankrott erklärt. Eine Woche später teilte der Konkursverwalter mit, dass er keinen Interessenten zur Übernahme der Registrierung des Vereins beim belgischen Fußballverband finden könnte und daher der Spielbetrieb des Vereins eingestellt würde. Das Spiel gegen die KAS Eupen am 14. Dezember 2024 war bereits nicht ausgetragen worden. Am 19. Dezember 2024 berichtigte Pro League die offizielle Tabelle, dass alle bisherige Spiele der KMSK Deinze aus der Tabelle gestrichen wurden. Entsprechend verloren Vereine, die gegen die KMSK Deinze Punkte erzielt hatten, diese. (In der Infobox werden die nicht mehr gewerteten Spiele nicht bei der Zahl der gespielten Spiele berücksichtigt.)